# 187123 Schorderet
187123 Schorderet è un asteroide della fascia principale. Scoperto nel 2005, presenta un'orbita caratterizzata da un semiasse maggiore pari a 2,6540244 UA e da un'eccentricità di 0,1085431, inclinata di 2,39248° rispetto all'eclittica.